# Zamora Pico de Oro
Zamora Pico de Oro är en ort i Mexiko.   Den ligger i kommunen Marqués de Comillas och delstaten Chiapas, i den sydöstra delen av landet, 1 000 km öster om huvudstaden Mexico City. Zamora Pico de Oro ligger 131 meter över havet och antalet invånare är 1 734.
Terrängen runt Zamora Pico de Oro är huvudsakligen platt. Zamora Pico de Oro ligger nere i en dal. Runt Zamora Pico de Oro är det glesbefolkat, med 16 invånare per kvadratkilometer. Zamora Pico de Oro är det största samhället i trakten. Omgivningarna runt Zamora Pico de Oro är en mosaik av jordbruksmark och naturlig växtlighet.